# روبرت سكوت ويلسون
روبرت سكوت ويلسون (بالإنجليزية: Robert Scott Wilson)‏، من مواليد 9 نوفمبر 1987 في غرافتون، ماساتشوستس، هو ممثل وعارض أمريكي.

## روابط خارجية
- روبرت ويلسون على موقع IMDb (الإنجليزية)
- روبرت ويلسون على موقع روتن توميتوز (الإنجليزية)
- روبرت ويلسون على موقع ألو سيني (الفرنسية)
- روبرت ويلسون على موقع أول موفي (الإنجليزية)
- روبرت ويلسون على موقع قاعدة بيانات الفيلم (الإنجليزية)